# Calamus hepburnii
Calamus hepburnii är en enhjärtbladig växtart som beskrevs av John Dransfield. Calamus hepburnii ingår i släktet Calamus och familjen Arecaceae. Inga underarter finns listade i Catalogue of Life.